# Rhodocollybia butyracea var. asema
Collybie beurrée variété asema
Variété

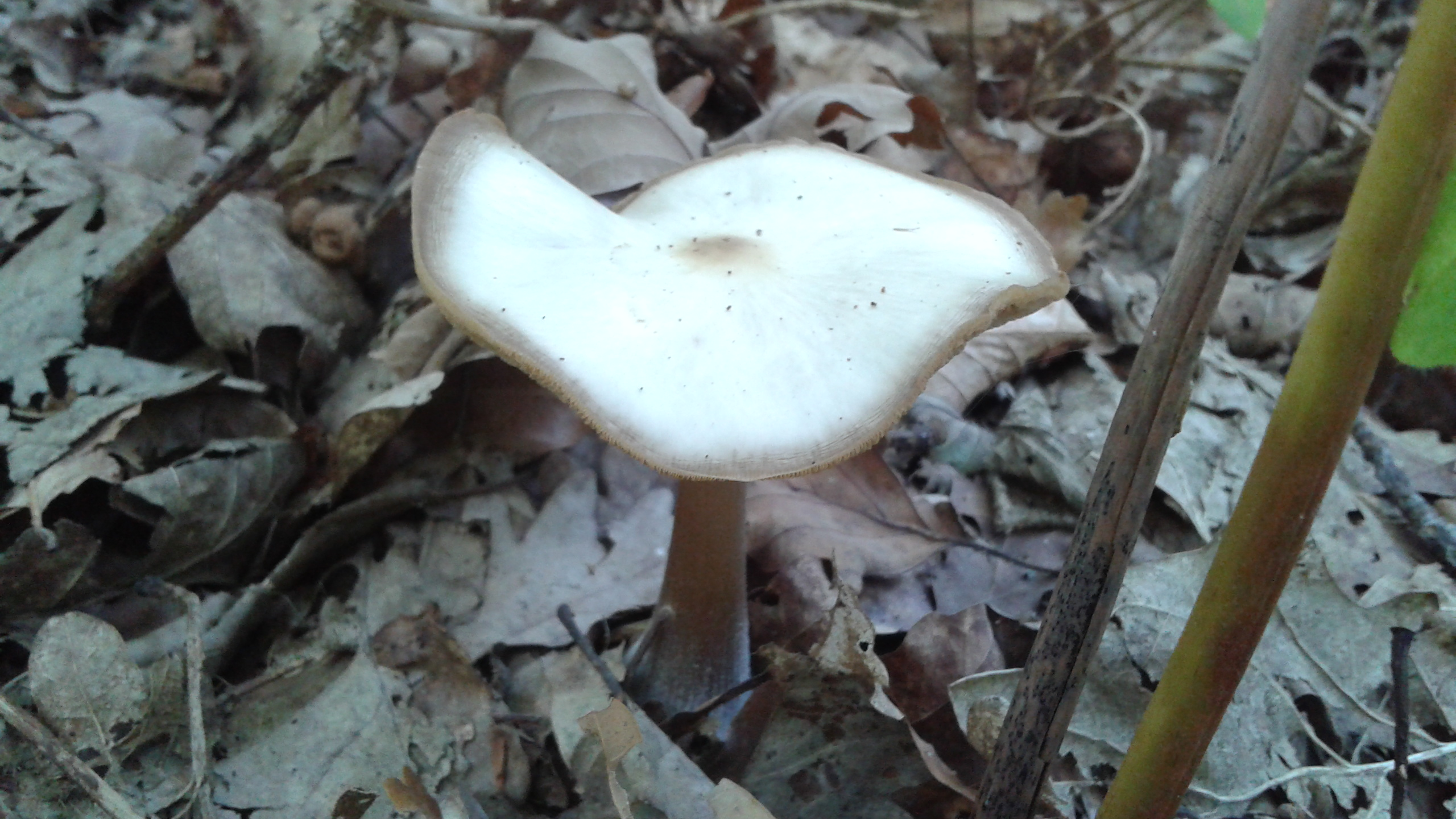
Vue de dessus par temps sec.

Rhodocollybia butyracea var. asema, la Collybie beurrée variété asema, est une variété de la Collybie beurrée qui s'en différencie en étant plus svelte et plus pâle que la variété type, tirant sur le gris, au pied gris-brun (pâle en haut) et non brun-rouge, moins renflé, plus cylindrique. Le chapeau gris de corne et les lames entières, non crénelées.
L'épithète latine « asema » signifie modestement « sans arguments », pour traduire la faiblesse des caractères différentiels, la microscopie et l'odeur étant identiques chez les deux taxons. On les trouve d'ailleurs ensemble, mais la var. asema s'aventure plus volontiers dans l'herbe des lisières, cet habitat étant peut-être à l'origine des différences d'habitus.

## Description de la variété type

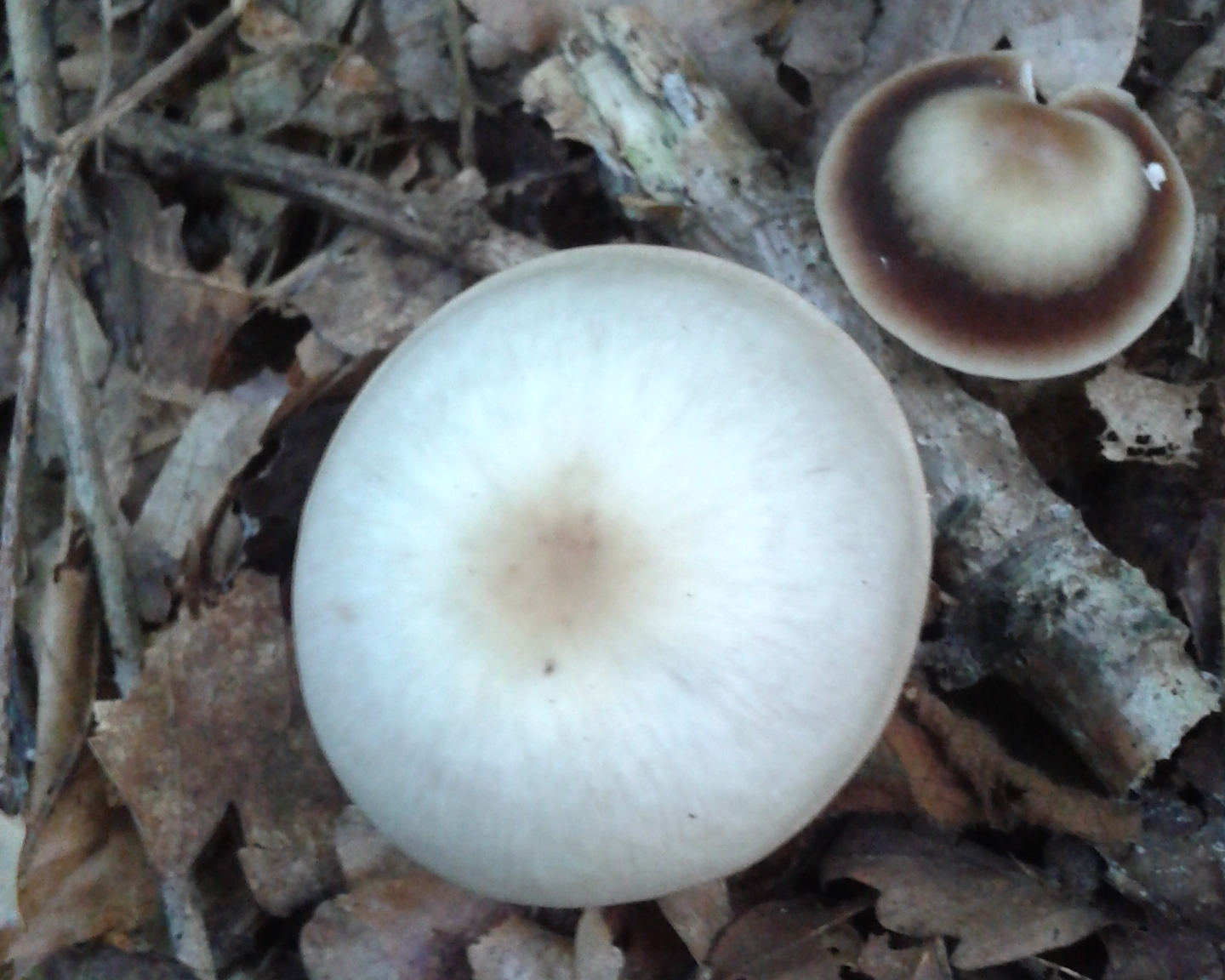
Collybie beurrée asema, nuance de couleurs.

- Chapeau de 3 à 8 cm de diamètre, d'abord conico-convexe puis étalé, rarement incurvé en forme de coupelle, obtusément mamelonné au centre, humide et lubrifié, surtout au mamelon qui a le « toucher gras », glissant sous le doigt. Cuticule brun rouge sombre à brunâtre ochracé, pâlissant au sec, souvent blanchâtre à la marge. Le mamelon est souvent plus foncé (ochracé), rarement absent. La couleur du chapeau palissant par temps sec, parfois brun-grisâtre ou crème-grisâtre selon le biotope et le climat. Il porte parfois une zone annulaire plus pâle (blanc-crème) entre le centre et la marge. Sa couleur varie selon l'âge et l'hygrométrie (c'est un champignon hygrophane, fonçant avec l'humidité et pâlissant considérablement par le sec[1]).
- Lames assez larges, presque libres, échancrées et assez serrées, à arête crénelée, blanches puis crème pâle, parfois grisâtres[2].
- Stipe (pied) 4 à 8 sur 0,5 à 1,5 cm de hauteur, spongieux, cortiqué, creux, conique quand il est court, appointi au sommet, bien renflé, laineux à la base, compressible lisse et brillant. Revêtement strié, subconcolore au chapeau ou plus pâle ; brun ochracé vers le sommet, devenant brun rougeâtre à vineux vers la base. finement fribrillo-strié, s'amincissant de bas en haut, concolore au chapeau, souvent brun-rouge à brun-vineux en bas passant à brun-chamois en haut.
- Chair rousse, mais blanchissant avec l'âge. La saveur fade et l'odeur de rance sont peu engageantes.
- Spores blanches en masse, elliptiques à sublarmiformes, en forme de virgule, finement aculéolées, de 5,5 à 7,5 sur 3,3 µm, faiblement dextrinoïdes. Cheilocystides éparses ; 20 à 35 sur 5 à 12 µm, cylindracées à fusoïdes.
- Basides 25 sur 5 à 8 µm[3]

## Écologie

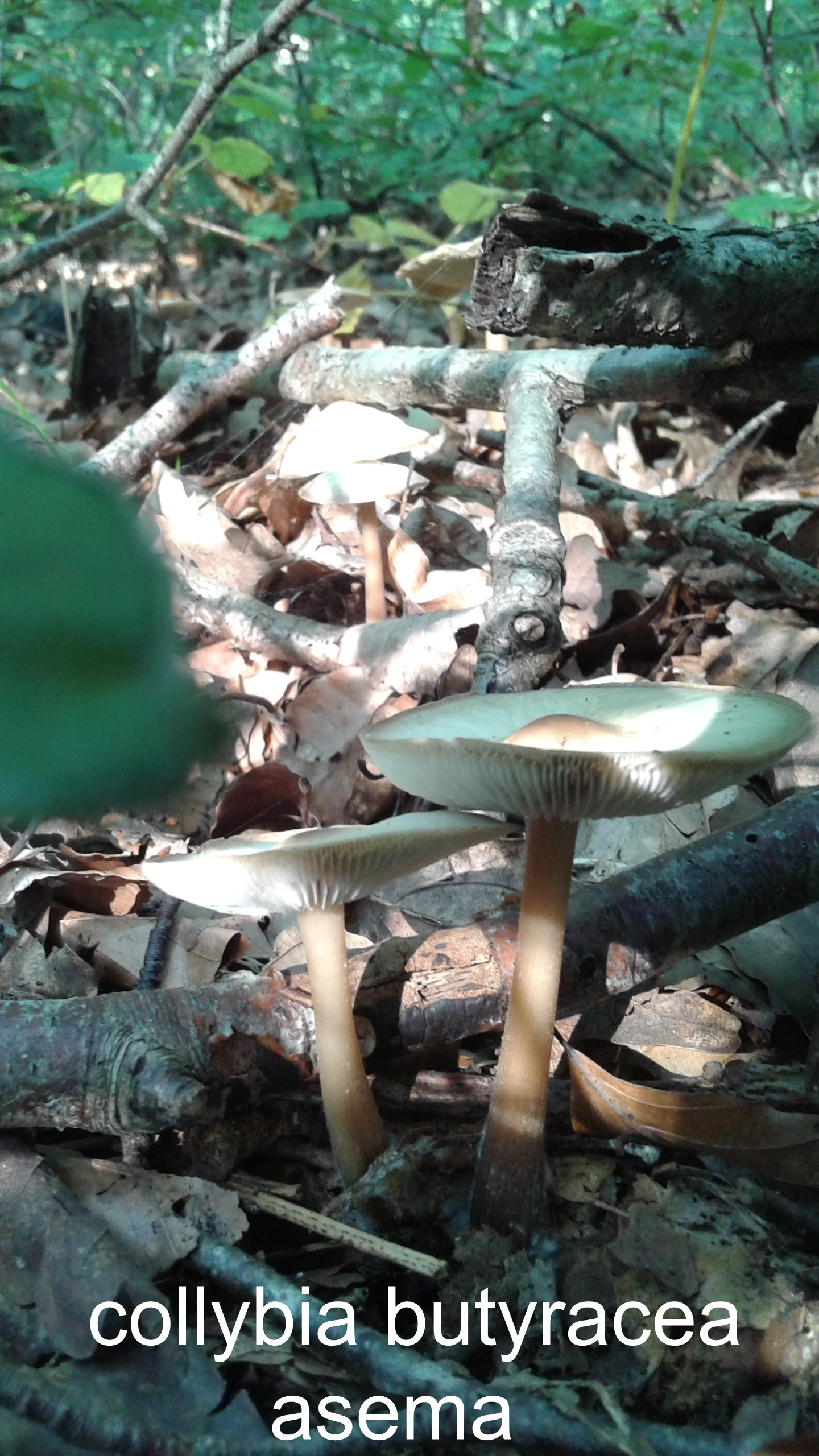
Collybie beurrée asema (Nord Pas-de-Calais) par temps sec.

Cette collybie est très courante et largement distribuée de septembre à novembre en climat tempéré, en plaine et en moyenne montagne, sous feuillus et conifères. En été et en automne dans les bois, souvent en troupes le long des sentiers. Affectionne aussi les sapinières dont elle est l'un des premiers occupants, ⁣.

## Divergence d'interprétation
Dans leur Flore analytique, Kühner et Romagnesi déclarent n'avoir pu distinguer dans le matériel de Smith, le Collybia asema Fr. que Ricken et Smith séparent spécifiquement par le stipe gris-brun' (pâle en haut) et non  brun-rouge, le chapeau gris de corne et les lames entières, non crénelées.
De plus, d'après Marcel Bon, certains auteurs inversent les couleurs de ces deux variétés en considérant le type comme plus sombre ou noirâtre, mais les diagnoses de Fries in Syst. Myco. 1:121 indiquent bien « badius l. rufus » pour Agaricus butyraceus et « fuligineo-lividus » pour Agaricus asemus.
Régis Courtecuisse confirme et illustre l'interprétation opposée.

## Systématique
Le nom correct complet (avec auteur) de ce taxon est Rhodocollybia butyracea var. asema (Fr.) Gminder, 2019.
Le basionyme de ce taxon est : Agaricus butyraceus var. asemus Fr., 1818
Rhodocollybia butyracea var. asema a pour synonymes :
- Agaricus butyraceus var. asemus Fr., 1818

## Publication originale
- A. Günther, T. Böhning, J. Wiesner, A. Vesper, A. Stacke, M. Theiss et A. Gminder, Die Großpilze Jenas, 2019 (ISBN 9783000619069), p. 1-752